# Johnny Noble
John Avery Noble, né le 17 septembre 1892 à Honolulu où il est mort le 13 janvier 1944, mieux connu sous le nom de Johnny Noble, est un musicien, compositeur et arrangeur américain. 
Il a été l'une des figures clés du développement du style musical hapa haole à Honolulu et a joué un rôle de premier plan dans l'introduction de la musique hawaïenne aux États-Unis.

## Biographie
Johnny Noble est né à Honolulu, Hawaï, le 17 septembre 1892. Il a été exposé à la musique dès son plus jeune âge, écoutant des concerts de groupe le dimanche après-midi au parc Kapiolani et des chants traditionnels dans des églises locales. Il a fréquenté l'école Kaiulani et, pendant son temps libre, a vendu des journaux dans les rues d'Honolulu et diverti les passants en sifflant des chansons populaires. Il fait le lycée à la Saint Louis School, où il apprend à jouer de la batterie, du piano et de la guitare. Il est diplômé de l'école en 1911 et part travailler à la Mutual Telephone Company à Honolulu, où il continue à exercer longtemps après être devenu un musicien à succès.
En 1917, Noble est engagé par Ernest Ka'ai qui est directeur musical dans de nombreux hôtels d'Honolulu. Il travaille à temps partiel comme batteur dans plusieurs théâtres avant de rencontrer Sonny Cunha, un musicien d'Honolulu. Cunha est né en 1879, également à Honolulu, et a développé le son hapa haole (semi-hawaïen) en 1900 en mélangeant la musique traditionnelle hawaïenne et le ragtime américain. En 1918, Noble devient membre du groupe de Cunha où il joue de la batterie et du xylophone. Cunha est son mentor et, entre autres, lui a enseigné la composition. Noble adopte la musique de Cunha pour mélanger le jazz et le blues avec la musique hawaïenne pour produire un nouveau style de hapa haole. Alors que les conservateurs se plaignent que cette nouvelle musique « dégradait [et] commercialisait la musique hawaïenne traditionnelle », elle devient très populaire auprès du public à Honolulu.
Noble devient un arrangeur et un chef de groupe. En 1920, il dirige l'orchestre Moana Hotel d'Honolulu, introduisant sa nouvelle musique dans le répertoire du groupe. Il finit par superviser la plupart des hôtels et divertissements du country club d'Honolulu. En 1924, il est choisi comme délégué d'Hawaï lors d'une convention sur le commerce de la musique à San Francisco et en profite pour rechercher de nouvelles idées à intégrer dans sa musique. Au cours des années suivantes, Noble et son groupe font connaître la musique hawaïenne au moyen d'enregistrements, d'émissions radio, de performances sur des navires de croisière et de tournées en Amérique continentale. Noble joue un rôle de premier plan dans l'introduction et la vulgarisation de la musique hawaïenne aux États-Unis.
Noble a composé un certain nombre de morceaux hapa haole, dont My Little Grass Shack, King Kamehameha et Hula Blues. Il a également popularisé la chanson traditionnelle Hawaiian War Chant. Il a publié des centaines de chansons traditionnelles hawaïennes dans leur forme originale, et en a retravaillé beaucoup à l'échelle occidentale et l'instrumentation contemporaine. Il a fait plus de 100 enregistrements, dont 110 chansons pour Brunswick Records.

### Héritage et mort
En 1935, Noble a été intronisé à l'American Society of Composers, Authors and Publishers (ASCAP). Il est le premier compositeur hawaïen à recevoir cet honneur. Pour marquer le 25e anniversaire de sa carrière musicale, Honolulu a officiellement déclaré le 23 avril 1938 « Johnny Noble Day ».
Noble est décédé à l'âge de 51 ans à Honolulu le 13 janvier 1944 et est enterré au cimetière d'Oahu.